# Seconda opera di Grazia
La Seconda opera di Grazia (detta anche seconda benedizione), secondo alcune tradizioni cristiane, è una trasformante integrazione con Dio che può verificarsi nella vita personale di un cristiano. Le caratteristiche che definiscono la Seconda opera di Grazia sono quelle separate da e successive alla Rinascita (La prima opera di Grazia) e che portano significativi cambiamenti nella vita di un credente.

## Metodismo (compreso il Movimento della Santità)
John Wesley, il fondatore del movimento metodista, insegnava che vi erano due distinte fasi nell'esperienza cristiana. Nella prima opera di Grazia, la "rinascita", il credente ha ricevuto il perdono ed è divenuto un cristiano. Durante la seconda opera di Grazia, la totale santificazione, il credente è stato purificato e reso santo. Wesley insegnò sia che la completa santificazione poteva essere un'esperienza istantanea, e che poteva essere il risultato di un processo graduale. La santificazione totale rimuove il peccato originale e coloro che lo sperimentano non sperimentano la tentazione interna di commettere il peccato propriamente detto; la libera volontà di retrocedere nel peccato e commettere apostasia, comunque, esiste (cf. preservazione condizionale dei santi), e sul peccato dopo la completa santificazione, le Chiese che sostengono la teologia metodista insegnano:
(Principi di Fede, Emmanuel Association of Churches)
Dopo la morte di Wesley, la corrente principale del Metodismo "enfatizzò la santificazione o santità quale scopo della vita cristiana", qualcosa che "può essere ricevuto ma gradualmente e istantaneamente, e deve essere percepito rigorosamente da ogni figlio di Dio." Prima che un credente sia totalmente santificato, egli (o ella) si [deve] consacrare a Dio; la teologia [che sta] dietro la consacrazione è riassunta con la massima "Concedi te stesso a Dio in tutte le cose, se vuoi che Dio doni sé stesso a te"
Il Movimento di Santità emerse negli anni 1860 con il desiderio di ri-enfatizzare la dottrina di santificazione di Wesley. Molti predicatori della Santità insegnano che la santificazione era un'esperienza istantanea. Nel movimento della Santità, la seconda opera di grazia è considerata un purificatore dalla tendenza a commettere peccato, un'esperienza chiamata "totale santificazione" che conduce alla perfezione cristiana. I valori di base della Bible Methodist Connection of Churches allora insegnano che:
Ancora, molti all'interno del movimento della santità (spesso quelli compresi nella medesima denominazione, quali i fedeli della Libera Chiesa Metodista) enfatizzavano che prima che una persona possa essere totalmente santificata, bisogna "mettere a morte" la natura carnale tramite un a processo di rinuncia; ciò è noto come "la strada mortale alla totale santificazione" (cf. Bibbia, 1 Pietro, 4:2, KJV). Attraverso il credo nella "strada della morte alla perfezione cristiana" percorsa da molti con il metodismo, è particolarmente enfasizzato nella Associazione Emmanuel delle Chiese e nella Chiesa Missionaria Immanuel.

## Teologia Keswickiana
La Teologia Keswickiana insegna una seconda opera di grazia che si verifica tramite "resa e fede", nella quale Dio tiene un individuo lontano dal peccato. Le denominazioni keswickiane, come Alleanza Cristiana e Missionaria, differiscono dal Movimento della Santità wesleyano in quanto non vedono la santificazione totale come qualcosa che monda dal peccato originale, laddove le denominazioni di santità, esponendo la teologia wesleyano-arminiana affermano questo credo.

## Pentecostalismo della Santità
Il Pentecostalismo della Santità emerse da una base teologica wesleyano-arminiana. William J. Seymour e Charles Fox Parham erano entrambi ministri della Santità ed erano visti dai loro seguaci quali strumenti di Dio per rimettere in vigore la Pentecoste nella Chiesa.
Il Pentecostalismo della Santità, comprensivo di denominazioni quali la Chiesa della Fede Apostolica, insegna che il credente potrebbe ricevere, in aggiunta all'essere santificato, poteri da Dio e doni dallo Spirito Santo. Nel primo pensiero pentecostale (noto come Pentecostalismo della Santità), questo era considerato la "terza opera della grazia" che seguì la nuova nascita (prima opera di grazia) e la totale santificazione (seconda opera della grazia).
I Pentecostali che credono nella dottrina dell'opera terminata, comunque, respingono la seconda opera di grazia per l'intera santificazione.